# Alberto Rodriguez Larreta
Alberto Jorge Rodriguez Larreta, né le 14 janvier 1934 à Buenos Aires et mort le 11 mars 1977, est un ancien pilote automobile argentin.

## Biographie
Il a débuté en sport automobile en 1953, au volant d'une Cisitalia. Il obtint rapidement des résultats probants dans des épreuves nationales de grand tourisme dans les années 1950, courant successivement sur Porsche, Ferrari et Maserati. En 1960, il disputa le Grand Prix d'Argentine au volant d'une Lotus officielle, se classant neuvième de la course. Malgré la proposition d'un volant d'usine dans l'équipe britannique, ce fut sa seule participation en Formule 1.
Il fut emporté par une attaque cardiaque à Buenos Aires à quarante-trois ans.